# Vincetoxicum jacquemontianum
Vincetoxicum jacquemontianum là một loài thực vật có hoa trong họ La bố ma. Loài này được (Decne.) Rech. f. miêu tả khoa học đầu tiên năm 1970.